# كاي موران
كاي موران (بالإنجليزية: Kay Moran)‏ هي لاعبة بولينغ بريطانية، ولدت في 5 أكتوبر 1973 في غلاسكو في المملكة المتحدة.

## روابط خارجية
- كاي موران على موقع اتحاد ألعاب الكومنولث (مؤرشف) (الإنجليزية)
- كاي موران على موقع دورة ألعاب الكومنولث 2006 (مؤرشف) (الإنجليزية)